# Jan Mrvík
Jan Mrvík, češki veslač, * 29. marec 1939, Praga, † 27. maj 2023.
Mrvík je za Češkoslovaško nastopil na Poletnih olimpijskih igrah 1964 v Tokiu, kjer je v osmercu osvojil bronasto medaljo. 